# IFSA World Strongman Championships
O IFSA World Strongman Championships foi uma competição de atletismo de força (strongman), criada em 2005, e regulada pela Federação Internacional de Atletismo de Força (em inglês: International Federation of Strength Athletes).

## Campeões
Segue abaixo a lista dos campeões:
| Ano  | Campeão           | Local                    |
| ---- | ----------------- | ------------------------ |
| 2005 | Žydrūnas Savickas | Quebec, Canadá           |
| 2006 | Žydrūnas Savickas | Reykjavik, Islândia      |
| 2007 | Vassil Virastiuk  | Geumsan, Coreia do Norte |

Em 2008 começou a ser realizado o Strongman Champions League. Todos os pontos são acumulados para a Champions League Winner no final do ano; o ganhador é o que acumulou maior pontuação nos diversos campeonatos durante o ano.